# Cryptanthus
Cryptanthus ist eine Pflanzengattung in der Unterfamilie Bromelioideae, die zur Familie der Bromeliengewächse (Bromeliaceae) gehört. Die nur noch etwa 60 Arten sind hauptsächlich im östlichen Brasilien verbreitet.

## Beschreibung

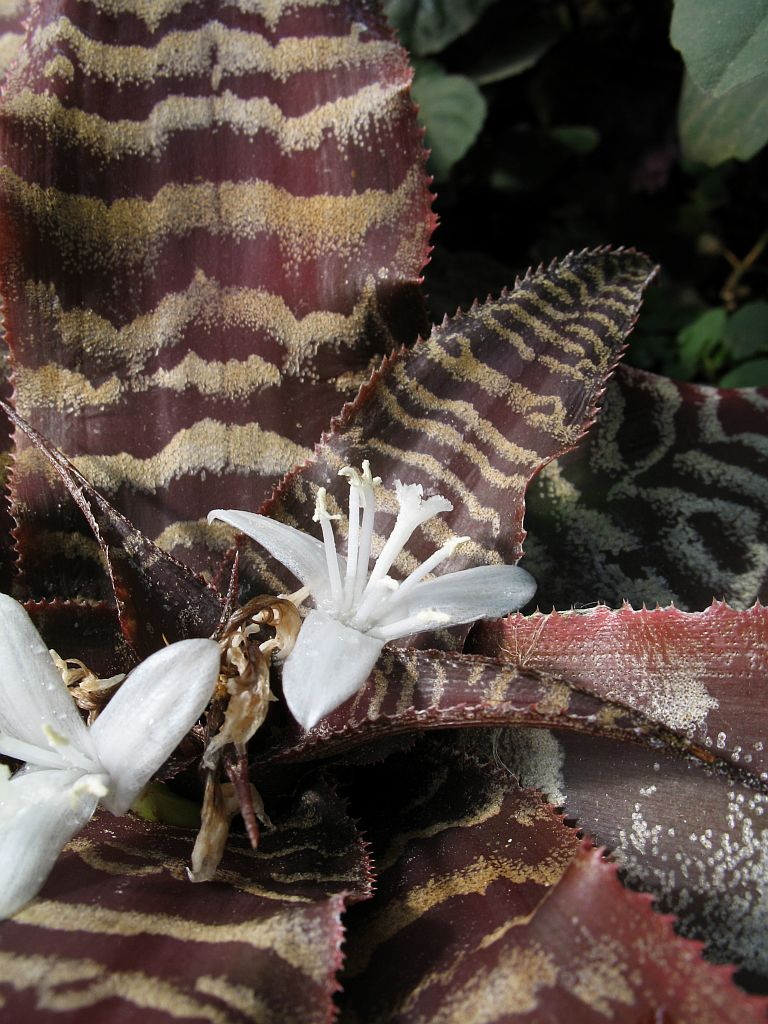
Blüten von Cryptanthus zonatus

### Vegetative Merkmale
Cryptanthus-Arten wachsen als immergrüne, ausdauernde krautige Pflanzen. Sie wachsen meist terrestrisch.
Die meisten Cryptanthus-Arten sind relativ klein (Rosettendurchmesser 15 bis 30 Zentimetern, selten mehr).
Die derben, parallelnervigen Laubblätter sitzen an einer gestauchten Hauptachse in einer grundständigen Rosette. Die Laubblätter sind durch einen gezähnten Blattrand leicht bewehrt. Das dekorativste an den Cryptanthus-Arten sind ihre manchmal gewellten, oft schön gezeichneten (gemusterten) Blätter. Die Blätter besitzen mindestens an der Blattunterseite Saugschuppen.

### Generative Merkmale
Die Blütenstände haben stark gestauchte Sprossachsen und so sitzen alle Blüten in einem „Köpfchen“ zusammen in der Mitte der Blattrosette (sehr unscheinbar, „versteckt“, daher der Name). Die relativ kleinen, zwittrigen Blüten sind radiärsymmetrisch und dreizählig. Es sind drei Kelchblätter vorhanden. Die drei meistens weißen, manchmal grünlichen, spreizenden Kronblätter enden stumpf. Es sind zwei Kreise mit je drei Staubblättern vorhanden. Die Staubfäden sind teilweise mit den Kronblättern verwachsen. Drei Fruchtblätter sind zu einem unterständigen Fruchtknoten verwachsen. Der Griffel endet in einer dreilappigen Narbe.
Die Blütenformel lautet {\displaystyle \star \;K_{(3)}\;C_{3}\;A_{3+3}\;G_{\overline {(3)}}}.
Es werden Beeren gebildet.

## Systematik und Verbreitung
Die gültige Erstveröffentlichung der Gattung Cryptanthus erfolgte 1836 durch Christoph Friedrich Otto und Albert Gottfried Dietrich in Über eine neue Gattung in der Familie Bromeliaceae in Allgemeine Gartenzeitung, 4. Jahrgang, Nr. 38, S. 297–299. Typusart ist Cryptanthus bromelioides Otto & A.Dietr. Der Name Cryptanthus Otto & A.Dietr. nom. cons. wurde gegenüber dem älteren Homonym Cryptanthus Osbeck nom. rej. konserviert (Melbourne ICN Art. 14.10 & App. III, ICN Art. 53). Synonyme für Cryptanthus Otto & A.Dietr. sind: Pholidophyllum Visiani, Madvigia Liebmann, Eucryptanthus Mez (seit 2017 eine Untergattung Cryptanthus subgen. Eucryptanthus Mez), Hoplocryptanthus Mez (2017 eine Untergattung Cryptanthus subgen. Hoplocryptanthus Mez). Der Gattungsname Cryptanthus leitet sich von altgriechisch κρυπτός kryptós, deutsch ‚versteckt, verborgen‘  und ἄνθος ánthos, deutsch ‚Blüte, Blume‘ ab. Der Gattungsname bedeutet also direktübersetzt „Verstecktblühende“.
Die Areale der Cryptanthus-Arten liegen fast nur in den Trockenwäldern im östlichen Brasilien. Es sind überwiegend terrestrisch auf dem Waldboden lebende Arten.
| Es gibt nur noch etwa 60 Cryptanthus-Arten (Stand 2021): |
| - Cryptanthus acaulis (Lindl.) Beer: Es gibt noch zwei Varietäten: - Cryptanthus acaulis (Lindl.) Beer var. acaulis: Sie kommt im brasilianischen Bundesstaat Guanabara vor. - Cryptanthus acaulis var. ruber Beer: Sie ist nur aus Kultur bekannt. - Cryptanthus alagoanus Leme & J.A.Siqueira: Sie wurde 2001 aus dem brasilianischen Bundesstaat Alagoas erstbeschrieben. Sie gedeiht nur im küstennahen Mata Atlântica. - Cryptanthus arelii H.Luther: Sie kommt nur im brasilianischen Bundesstaat Bahia vor. - Cryptanthus argyrophyllus Leme: Sie wurde 2001 aus dem brasilianischen Bundesstaat Bahia erstbeschrieben. - Cryptanthus bahianus L.B.Sm.: Sie gedeiht terrestrisch in der Caatinga in Höhenlagen von etwa 500 Metern nur in den brasilianischen Bundesstaaten Paraíba sowie Bahia vor. - Cryptanthus beuckeri E.Morren: Sie ist in Brasilien verbreitet. - Cryptanthus bibarrensis Leme: Sie wurde 2002 aus dem brasilianischen Bundesstaat Bahia erstbeschrieben. Sie gedeiht terrestrisch in Höhenlagen von etwa 300 Metern. - Cryptanthus bivittatus (Hook.) Regel: Die beiden Varietäten sind in Brasilien verbreitet: - Cryptanthus bivittatus (Hook.) Regel var. bivittatus (Syn.: Cryptanthus bivittatus var. moensis hort., Cryptanthus moensii hort. ex Gentil) - Cryptanthus bivittatus var. atropurpureus (Syn.: Cryptanthus atropurpureus hort. Edinburg ex Mez) - Cryptanthus boanovensis Leme: Sie wurde 2020 aus dem brasilianischen Bundesstaat Bahia erstbeschrieben. - Cryptanthus brevifolius Leme: Sie wurde 2010 aus dem brasilianischen Bundesstaat Espírito Santo erstbeschrieben. Sie gedeiht terrestrisch in Höhenlagen von etwa 200 Metern. - Cryptanthus bromelioides Otto & A.Dietr. (Syn.: Cryptanthus acaulis var. diversifolius (Beer) Mez, Cryptanthus diversifolius Beer, Cryptanthus suaveolens E.Morren ex Baker): Sie gedeiht in Tiefland-Wäldern an schattigen Standorten in Höhenlagen von 0 bis 100 Metern nur im brasilianischen Bundesstaat Rio de Janeiro. - Cryptanthus capitatus Leme: Sie wurde 1994 aus dem brasilianischen Bundesstaat Espírito erstbeschrieben. Sie gedeiht terrestrisch an schattigen Standorten in Höhenlagen von etwa 200 Metern. - Cryptanthus capitellatus Leme & L.Kollmann: Sie wurde 2010 aus dem brasilianischen Bundesstaat Espírito Santo erstbeschrieben. Sie gedeiht terrestrisch an schattigen Standorten im halbimmergrünen Mata Atlântica in Höhenlagen von etwa 200 Metern. - Cryptanthus colnagoi Rauh & Leme: Sie gedeiht terrestrisch in Höhenlagen von etwa 1000 Metern nur im brasilianischen Bundesstaat Bahia. - Cryptanthus coriaceus Leme: Sie gedeiht terrestrisch in Höhenlagen von etwa 200 Metern nur im brasilianischen Bundesstaat Espírito Santo. - Cryptanthus correia-araujoi Leme: Sie wurde 1995 aus dem brasilianischen Bundesstaat Espírito Santo erstbeschrieben. - Cryptanthus crassifolius Leme: Sie wurde 2002 aus dem brasilianischen Bundesstaat Bahia erstbeschrieben. Sie gedeiht terrestrisch inmitten von Felsaufschlüssen an mehr oder weniger offenen, sonnenexponierten Standorten. - Cryptanthus cruzalmensis Leme & E.H.Souza: Sie wurde 2020 aus dem brasilianischen Bundesstaat Bahia erstbeschrieben. - Cryptanthus delicatus Leme: Sie wurde 1995 aus dem brasilianischen Bundesstaat Rio de Janeiro erstbeschrieben. Sie gedeiht lithophytisch. - Cryptanthus diamantinensis Leme: Sie wurde 1999 aus dem brasilianischen Bundesstaat Bahia erstbeschrieben. Sie gedeiht lithophytisch. - Cryptanthus dianae Leme: Sie wurde 1990 aus dem brasilianischen Bundesstaat Goiás erstbeschrieben. Sie gedeiht terrestrisch in Höhenlagen von etwa 570 Metern. - Cryptanthus dorothyae Leme: Sie wurde 1996 aus dem brasilianischen Bundesstaat Espírito Santo erstbeschrieben. - Cryptanthus felixii J.A.Siqueira & Leme: Sie wurde 2007 aus Brasilien erstbeschrieben. Sie gedeiht in Höhenlagen von etwa 789 Metern in den brasilianischen Bundesstaaten Alagoas sowie Pernambuco. - Cryptanthus giganteus Leme & A.P.Fontana: Sie wurde 2008 aus dem brasilianischen Bundesstaat Espírito Santo erstbeschrieben. Dieser Endemit gedeiht terrestrisch in der tiefschattigen Krautschicht in fragmentierten Resten eines trockenen, halbimmergrünen, lianenreichen Mata Atlântica in Höhenlagen von 170 bis 200 Metern. - Cryptanthus grazielae H.Luther: Sie wurde 1999 aus dem brasilianischen Bundesstaat Espírito Santo erstbeschrieben. - Cryptanthus guanduensis Leme & L. Kollmann: Sie wurde 2020 aus dem brasilianischen Bundesstaat Espírito Santo erstbeschrieben. - Cryptanthus heimenii P.J.Braun & Gonçalves Brito: Sie wurde 2019 in Die Bromelie aus Sergipe erstbeschrieben. - Cryptanthus ilhanus Leme: Sie wurde 2013 aus dem brasilianischen Bundesstaat Bahia erstbeschrieben. Sie gedeiht terrestrisch in Höhenlagen von etwa 400 Metern. - Cryptanthus incrassatus L.B.Sm.: Sie kommt nur im brasilianischen Bundesstaat Espírito Santo vor. - Cryptanthus lacerdae Antoine (Syn.: Cryptanthus lacerdae hort. ex Gentil): Sie wurde anhand eines kultivierten Exemplars, das aus Brasilien stammte, erstbeschrieben. Das Holotypusmaterial ist verloren gegangen. Über die genaue Herkunft und über ihre heutige Verbreitung ist nicht bekannt. - Cryptanthus lutherianus I.Ramírez: Sie wurde 1998 aus dem brasilianischen Bundesstaat Espírito Santo erstbeschrieben. Sie gedeiht terrestrisch im humiden Grasland in Höhenlagen von etwa 100 Metern entlang der Küstenlinie. - Cryptanthus lyman-smithii Leme: Sie wurde 1999 aus dem brasilianischen Bundesstaat Bahia erstbeschrieben. Sie gedeiht terrestrisch. - Cryptanthus marginatus L.B.Sm. (Syn.: Cryptanthus bivittatus var. luddemannii Baker): Sie kommt nur im brasilianischen Bundesstaat Espírito Santo vor. - Cryptanthus maritimus L.B.Sm.: Sie kommt im südöstlichen Brasilien vor. - Cryptanthus minarum L.B.Sm.: Sie kommt nur im brasilianischen Bundesstaat Minas Gerais vor. - Cryptanthus osiris W.Weber (Syn.: Cryptanthus bromelioides var. tricolor M.B.Foster): Sie stammt aus Brasilien. - Cryptanthus pickelii L.B.Sm.: Sie gedeiht im Wald nur im brasilianischen Bundesstaat Pernambuco. - Cryptanthus praetextus E.Morren ex Baker: Sie gedeiht terrestrisch nur im brasilianischen Bundesstaat Espírito Santo. - Cryptanthus pseudopetiolatus Philcox: Sie gedeiht terrestrisch nur im brasilianischen Bundesstaat Bahia. - Cryptanthus reisii Leme: Sie wurde 2002 aus dem brasilianischen Bundesstaat Bahia erstbeschrieben. Sie gedeiht terrestrisch in einer Höhenlage von etwa 300 Metern. - Cryptanthus reptans Leme & J.A.Siqueira: Sie wurde 2006/7 aus dem brasilianischen Bundesstaat Pernambuco erstbeschrieben. Sie wurde bisher nur in einer Höhenlage von etwa 91 Metern terrestrisch in kleinen Gruppen in der Laubstreu am feuchten schattigen Boden des Tiefland-Mata Atlântica wachsend gefunden. - Cryptanthus rigidifolius Leme: Sie wurde 2013 aus dem brasilianischen Bundesstaat Espírito Santo erstbeschrieben. Sie wurde bisher nur in einer Höhenlage von etwa 685 Metern terrestrisch wachsend auf Hügeln, die von feuchten Mata Atlântica gedeckt sind, gefunden. - Cryptanthus robsonianus Leme: Sie wurde 2020 aus dem brasilianischen Bundesstaat Espírito Santo erstbeschrieben. - Cryptanthus ruthae Philcox: Sie gedeiht terrestrisch im immergrünen Küstenwald nur im brasilianischen Bundesstaat Bahia. - Cryptanthus santateresinhensis Leme: Sie wurde 2020 aus dem brasilianischen Bundesstaat Bahia erstbeschrieben. - Cryptanthus seidelianus W.Weber: Sie gedeiht in Höhenlagen von etwa 550 Metern nur im brasilianischen Bundesstaat Bahia. - Cryptanthus sergipensis I.Ramírez: Sie gedeiht terrestrisch in Wäldern mit sandigen Böden in Höhenlagen von 0 bis 100 Metern nur im nordöstlichen brasilianischen Bundesstaat Sergipe. - Cryptanthus sinuosus L.B.Sm. (Syn.: Cryptanthus acaulis var. argenteus Beer), Cryptanthus acaulis var. discolor Otto & A.Dietr., Cryptanthus discolor Otto & A.Dietr.: Sie gedeiht auf Felsen in Wäldern etwa auf Meeresniveau nur im brasilianischen Bundesstaat Rio de Janeiro. - Cryptanthus tabuleiricola Leme & L.Kollmann: Sie wurde 2013 aus dem brasilianischen Bundesstaat Espírito Santo erstbeschrieben. Sie wurde bisher nur in Höhenlagen von etwa 150 Metern auf dem Tafelland in fragmentierten kleinen Restbeständen des Mata Atlântica gefunden. Sie gedeiht terrestrisch auf schattigen und humiden Standorten. - Cryptanthus teretifolius Leme: Sie wurde 2002 aus dem brasilianischen Bundesstaat Espírito Santo erstbeschrieben. Sie gedeiht terrestrisch in einer baumartigen Vegetation auf sandigen Böden. - Cryptanthus ubairensis I.Ramírez: Sie wurde 1998 aus dem brasilianischen Bundesstaat Bahia erstbeschrieben. Sie wurde bisher nur terrestrisch in diffusen Licht an Hängen im offenen Waldland auf sandigen Böden wachsend in einer Höhenlage von etwa 150 Metern im Municipio Ubaira etwa 3 km östlich von Ubaira an der Straße nach Mutuipe gefunden. - Cryptanthus univittatus Leme: Sie wurde 2020 aus dem brasilianischen Bundesstaat Minas Gerais erstbeschrieben. - Cryptanthus venecianus Leme & L.Kollmann: Sie wurde 2010 aus dem brasilianischen Bundesstaat Espírito Santo erstbeschrieben. Sie wurde bisher nur terrestrisch an schattigen Standorten im halbimmergrünen tropischen Wald wachsend in einer Höhenlage von etwa 580 Metern in der Serra de Baixo gefunden. - Cryptanthus vexatus Leme: Sie kommt nur im brasilianischen Bundesstaat Bahia vor und wurde bisher nur in einer Höhenlage von etwa 300 Metern gefunden. - Cryptanthus viridipetalus Leme & L.Kollmann: Sie wurde 2013 aus dem brasilianischen Bundesstaat Espírito Santo erstbeschrieben. Sie wurde bisher nur terrestrisch an teilweise beschatteten Standorten unter baumartiger oder strauchiger Vegetation auf flachgründigen Böden im Mata Atlântica wachsend in einer Höhenlage von etwa 160 Metern gefunden. - Cryptanthus viridovinosus Leme: Sie wurde 2010 aus dem brasilianischen Bundesstaat Bahia erstbeschrieben. Sie wurde bisher nur terrestrisch auf sandigen Böden an teilweise beschatteten Standorten wachsend in einer Höhenlage von etwa 80 Metern gefunden. - Cryptanthus walkerianus Leme & L.Kollmann: Sie wurde 2014 aus dem brasilianischen Bundesstaat Bahia erstbeschrieben. Sie wurde bisher nur terrestrisch einzeln oder in kleinen Gruppen auf dem schattigen Waldboden wachsend im feuchten Mata Atlântica in einer Höhenlage von etwa 140 Metern gefunden. - Cryptanthus warren-loosei Leme: Sie kommt nur im brasilianischen Bundesstaat Bahia vor. - Cryptanthus zonatus (Vis.) Beer (Syn.: Cryptanthus fosterianus L.B.Sm., Cryptanthus burle-marxii Leme): Sie gedeiht terrestrisch nur im brasilianischen Bundesstaat Pernambuco. |

Weitere Änderungen in der Systematik erfolgten durch Leme et al. 2017 und Leme et al. 2020 mit insgesamt etwa elf neuen Arten.

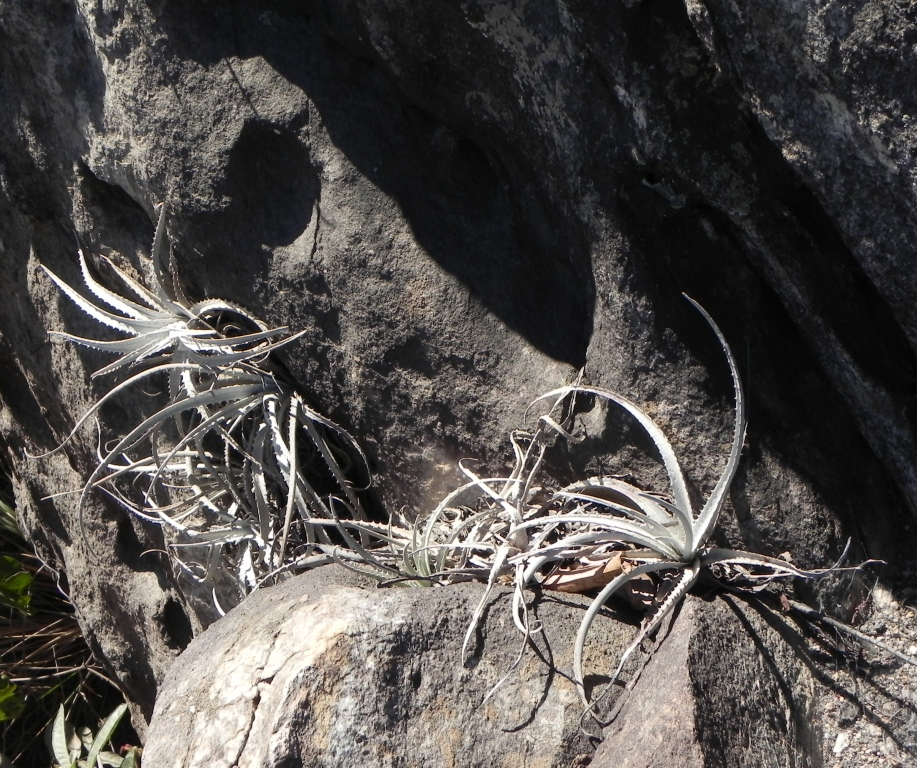
Habitus von Forzzaea leopoldo-horstii im Habitat

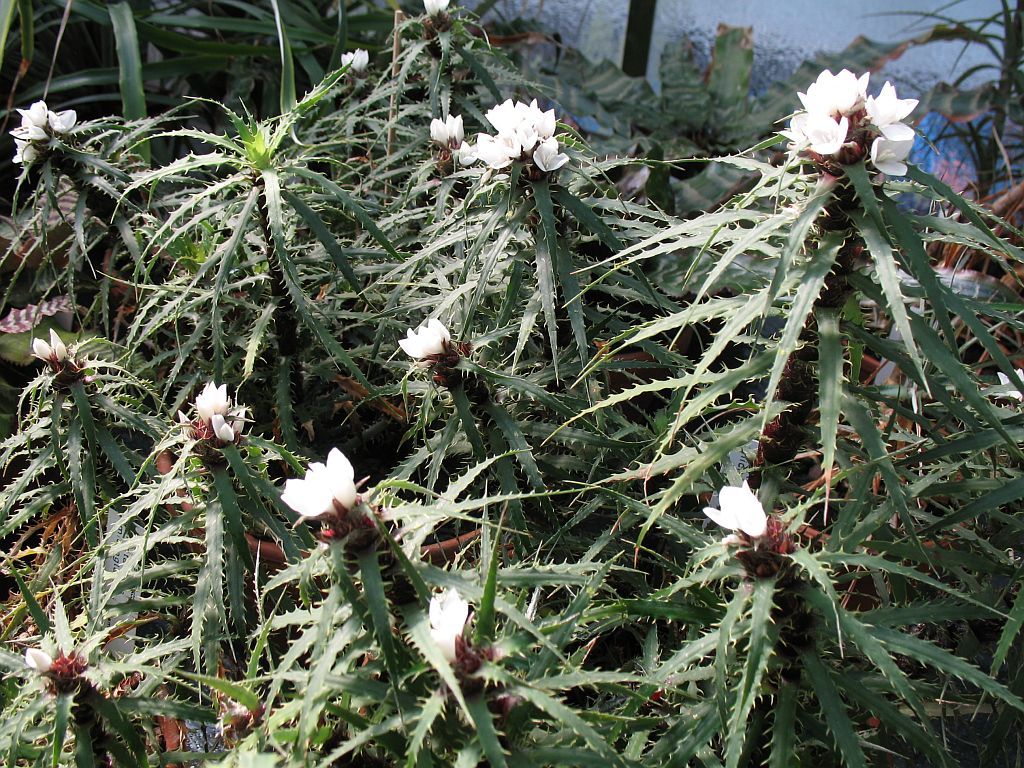
Habitus und Blüten von Rokautskyia microglazioui

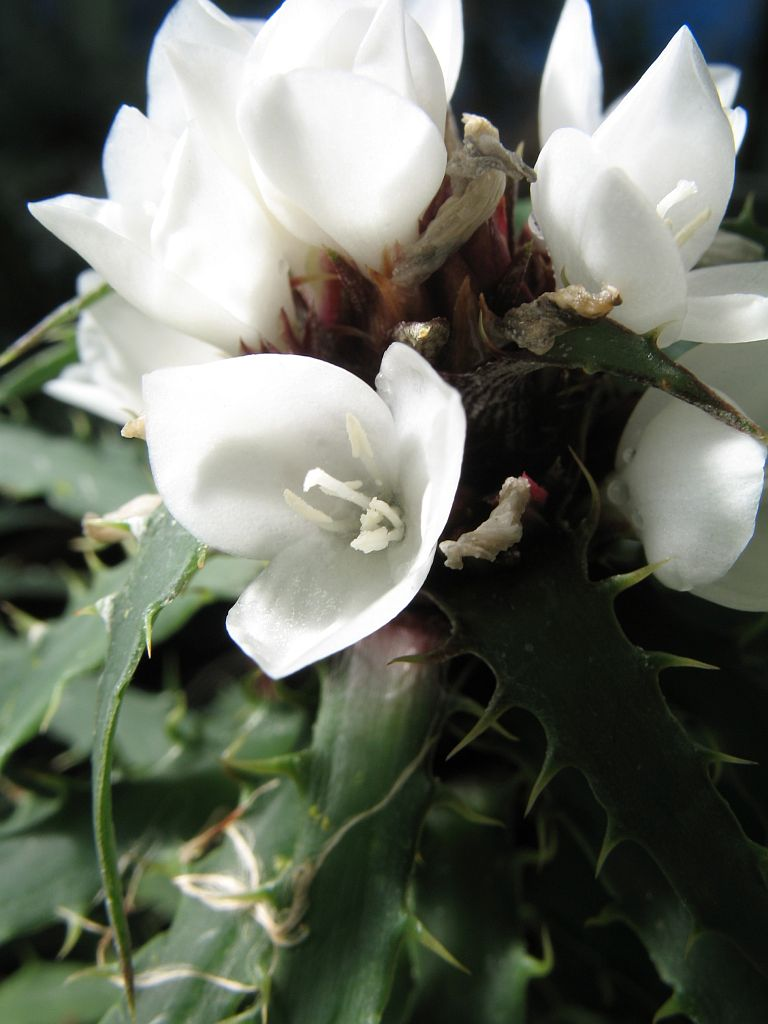
Dreizählige, radiärsymmetrische Blüten von Rokautskyia microglazioui

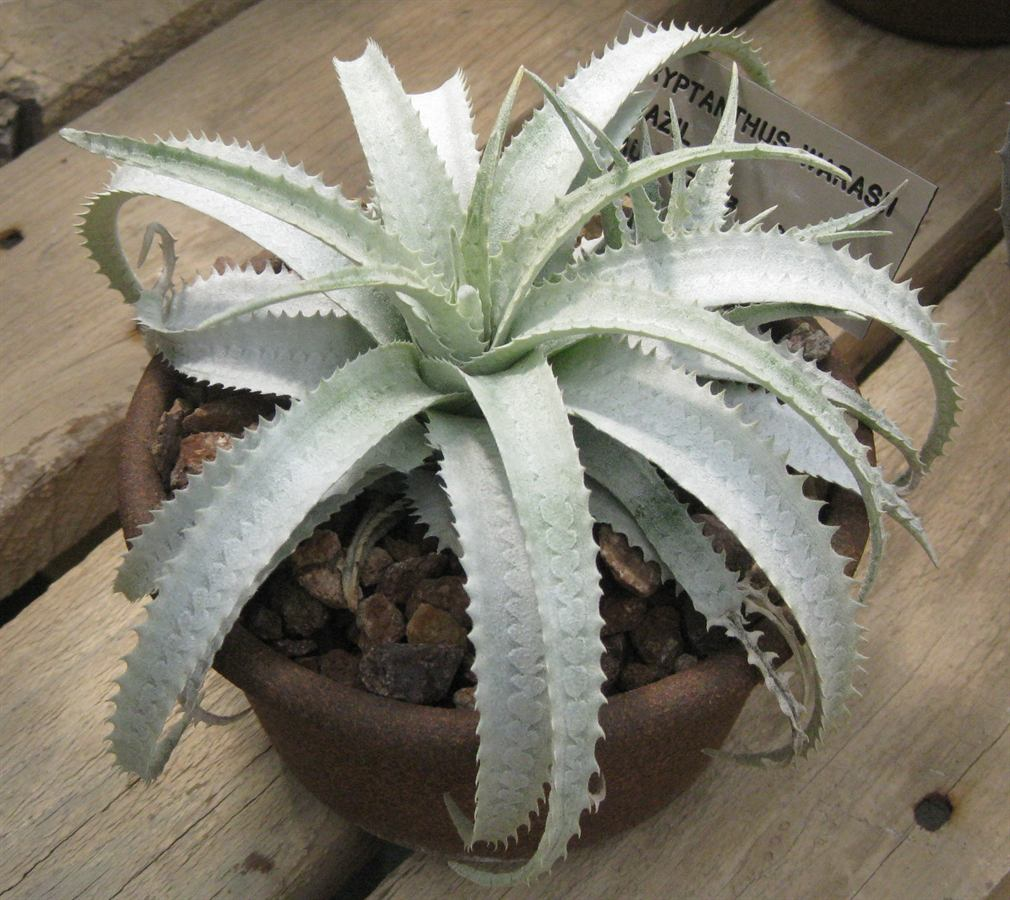
Habitus mit Kindel von Forzzaea warasii

Nicht mehr zur Gattung Cryptanthus gehören:
- Cryptanthus aracruzensis Leme & L.Kollmann: Sie wurde 2013 aus dem brasilianischen Bundesstaat Espírito Santo erstbeschrieben. Sie gedeiht an Felsen an schattigen Standorten im Inneren des halbimmergrünen Mata Atlântica in Höhenlagen von etwa 400 Metern.[3] → Rokautskyia aracruzensis (Leme & L. Kollmann) Leme, S.Heller & Zizka (2017)
- Cryptanthus caracensis Leme & E.Gross: Sie wurde 1992 aus dem brasilianischen Bundesstaat Minas Gerais erstbeschrieben. Sie gedeiht terrestrisch unter xerophytischen Bedingungen zwischen Felsaufschlüssen in der für die sogenannte „rupestral fields“ typischen offenen krautigen oder strauchigen Vegetation in Höhenlagen oberhalb von 1000 Metern.[3] → Hoplocryptanthus caracensis (Leme & E.Gross) Leme, S.Heller & Zizka (2017)
- Cryptanthus caulescens I.Ramírez: Sie wurde 1998 erstbeschrieben. Sie gedeiht in bewaldeten Gebieten in Höhenlagen von etwa 800 Metern in den brasilianischen Bundesstaaten Bahia bis Espírito Santo.[3] → Rokautskyia caulescens (I.Ramírez) Leme, S.Heller & Zizka (2017)
- Cryptanthus exaltatus H.E.Luther: Sie wurde 1990 aus dem brasilianischen Bundesstaat Espírito Santo erstbeschrieben. Sie gedeiht in Höhenlagen von etwa 300 Metern.[3] → Rokautskyia exaltata (H.Luther) Leme, S.Heller & Zizka (2017)
- Cryptanthus fernseeoides Leme: Sie wurde 1996 aus dem brasilianischen Bundesstaat Espírito Santo erstbeschrieben.[3] → Rokautskyia fernseeoides (Leme) Leme, S.Heller & Zizka (2017)
- Cryptanthus ferrarius Leme & C.C.Paula: Sie wurde 2006 aus dem brasilianischen Bundesstaat Minas Gerais erstbeschrieben. Sie gedeiht terrestrisch in der „Campos Rupestres“-Vegetation in Höhenlagen von 1000 bis 1220 Metern.[3] → Hoplocryptanthus ferrarius (Leme & C.C.Paula) Leme, S.Heller & Zizka (2017)
- Cryptanthus glaziovii Mez: Sie gedeiht terrestrisch in Höhenlagen von 1400 bis 1600 Metern nur im brasilianischen Bundesstaat Minas Gerais.[3] → Hoplocryptanthus glaziovii (Mez) Leme, S.Heller & Zizka (2017)
- Cryptanthus latifolius Leme: Sie wurde 1991 aus dem brasilianischen Bundesstaat Espírito Santo erstbeschrieben. Sie gedeiht in Höhenlagen von etwa 300 Metern.[3] → Rokautskyia latifolia (Leme) Leme, S.Heller & Zizka (2017)
- Cryptanthus lavrasensis Leme: Sie wurde 2007 aus dem brasilianischen Bundesstaat Minas Gerais erstbeschrieben. Sie gedeiht terrestrisch in einer offenen „Campos Rupestres“-Vegetation in Höhenlagen von etwa 1300 Metern und wurde bisher nur in Ouro Preto, Lavras Novas gefunden.[3] → Hoplocryptanthus lavrasensis (Leme) Leme, S.Heller & Zizka (2017)
- Cryptanthus leopoldo-horstii Rauh: Sie gedeiht in Felsritzen in Höhenlagen von etwa 100 Metern nur im brasilianischen Bundesstaat Minas Gerais.[3] → Forzzaea leopoldo-horstii (Rauh) Leme, S.Heller & Zizka (2017)
- Cryptanthus leuzingerae Leme: Sie wurde 1999 aus dem brasilianischen Bundesstaat Espírito Santo erstbeschrieben. Sie gedeiht terrestrisch.[3] → Rokautskyia leuzingerae (Leme) Leme, S.Heller & Zizka (2017)
- Cryptanthus microglazioui I.Ramírez: Sie wurde 1998 aus dem brasilianischen Bundesstaat Espírito Santo erstbeschrieben. Genauere Fundortangaben gibt es zu dieser Art nicht.[3] → Rokautskyia microglazioui (I.Ramírez) Leme, S.Heller & Zizka (2017)
- Cryptanthus micrus Louzada, Wand. & Versieux: Sie wurde 2006 aus dem brasilianischen Bundesstaat Minas Gerais erstbeschrieben. Sie gedeiht auf Quarzitfelsen, an senkrechten Felsen in Ritzen und in Felsbereichen in Höhenlagen von 860 bis 1400 Metern.[3] → Forzzaea micra (Louzada, Wand. & Versieux) Leme, S.Heller & Zizka (2017)
- Cryptanthus odoratissimus Leme: Sie kommt nur im brasilianischen Bundesstaat Espírito Santo vor.[3] → Rokautskyia odoratissima (Leme) Leme, S.Heller & Zizka (2017)
- Cryptanthus pseudoglaziovii Leme: Sie gedeiht auf sehr feuchten Felsen oder auf einer Art sandigen Untergrund in Höhenlagen von 700 bis 750 Metern nur im brasilianischen Bundesstaat Espírito Santo.[3] → Rokautskyia pseudoglazioui (Leme) Leme, S.Heller & Zizka (2017)
- Cryptanthus pseudoscaposus L.B.Sm.: Dieser Endemit wurde bisher nur in einer Höhenlage von etwa 75 Metern von Domingos Martins bis Vitoria im brasilianischen Bundesstaat Espirito Santo gefunden.[3]  → Rokautskyia pseudoscaposa (L.B.Sm.) Leme, S.Heller & Zizka (2017)
- Cryptanthus regius Leme: Sie wurde 2007 aus dem brasilianischen Bundesstaat Minas Gerais erstbeschrieben. Sie gedeiht lithophytisch auf Felsen im „Campos Rupestres“ in einer Höhenlage von etwa 1000 Metern und wurde bisher nur in der Serra de Sao Jose in der Nähe von Marco Zero da Estrada Real gefunden.[3] → Hoplocryptanthus regius (Leme) Leme, S.Heller & Zizka (2017)
- Cryptanthus roberto-kautskyi Leme: Sie gedeiht terrestrisch in Höhenlagen von 700 bis 800 Metern nur im brasilianischen Bundesstaat Espírito Santo.[3] → Rokautskyia roberto-kautskyi (Leme) Leme, S.Heller & Zizka (2017)
- Cryptanthus sanctaluciae Leme & L.Kollmann: Sie wurde 2008 aus dem brasilianischen Bundesstaat Espírito Santo erstbeschrieben. Dieser Endemit gedeiht nur in einer Höhenlage von etwa 750 Metern lithophytisch an schattigen, feuchten Felswänden im Inneren des Mata Atlântica.[3] → Rokautskyia sanctaluciae (Leme & L.Kollmann) Leme, S.Heller & Zizka (2017)
- Cryptanthus scaposus E.Pereira (Syn.: Cryptanthus scaposus var. kautskyanus E.Pereira): Sie kommt nur im brasilianischen Bundesstaat Espírito Santo vor.[3] → Rokautskyia scaposa (E.Pereira) Leme, S.Heller & Zizka (2017)
- Cryptanthus schwackeanus Mez: Sie gedeiht lithophytisch oder terrestrisch an offenen Felshängen und in Gipfelbereichen in den brasilianischen Bundesstaaten Minas Gerais sowie São Paulo.[3] → Hoplocryptanthus schwackeanus (Mez) Leme, S.Heller & Zizka (2017)
- Cryptanthus tiradentesensis Leme: Sie wurde 2007 aus dem brasilianischen Bundesstaat Minas Gerais erstbeschrieben. Sie gedeiht lithophytisch zwischen Felsen, teilweise durch Sträucher beschattet bis in voller Sonne auf den blanken Felsen, in der „Campos Rupestres“-Vegetation in Höhenlagen von 700 bis 1200 Metern.[3] → Hoplocryptanthus tiradentesensis (Leme) Leme, S.Heller & Zizka (2017)
- Cryptanthus warasii E.Pereira: Sie gedeiht auf Felsen nur im brasilianischen Bundesstaat Minas Gerais.[3] → Forzzaea warasii (E.Pereira) Leme, S.Heller & Zizka (2017)
- Cryptanthus whitmanii Leme: Sie gedeiht terrestrisch im Mata Atlântica nur im brasilianischen Bundesstaat Espírito.[3] → Rokautskyia whitmanii (Leme) Leme, S.Heller & Zizka (2017)

Bei Leme et al. 2022 wurden weitere Arten aus dem Cryptanthoid-Komplex in neue Gattungen ausgegliedert: beispielsweise wurde aus der Gattung Orthophytum wurden Arten in neue Gattungen eingeordnet. Die Art Cryptanthus cinereus D.M.C. Ferreira & Louzada wurde als Siqueiranthus cinereus (D.M.C. Ferreira & Louzada) Leme, Zizka, E.H.Souza & Paule in die 2022 neue aufgestellte monotypische Gattung Siqueiranthus Leme, Zizka, E.H.Souza & Paule gestellt. Es ist ein Endemit des brasilianische Bundesstaates Alagoas.

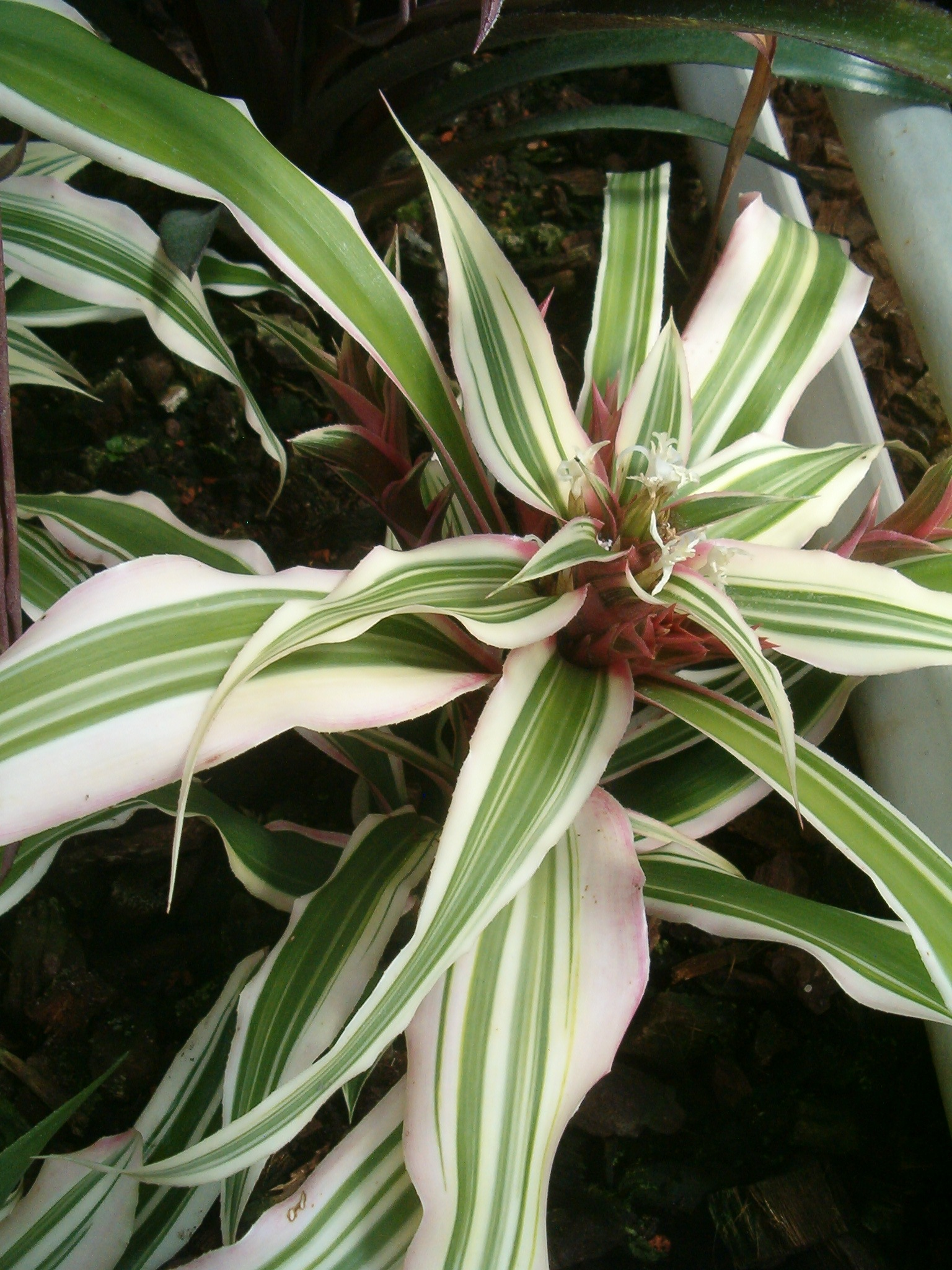
Habitus und Blüten der panaschierten Sorte Cryptanthus osiris ‘Tricolor’

## Nutzung
Einige Arten und Sorten (es gibt auch Sorten mit panaschierten Blättern) werden als Zierpflanzen verwendet. Ihre einfache Pflege und der meist kleine Wuchs macht sie zu sehr guten Zimmerpflanzen. Als robuste Pflanzen, die von den meisten Tieren nicht gefressen werden und völlig ungiftig sind, sind sie auch für Terrarien sehr zu empfehlen. Die Vermehrung erfolgt durch Kindel. Selten werden Cryptanthus-Arten Erdstern genannt.